# آرامگاه خاندان آقا خان محلاتی
مقبره خاندان آقا خان محلاتی مربوط به دوره صفوی است و در شهرستان دلیجان، بخش مرکزی، روستای کهک واقع شده و این اثر در تاریخ ۱۰ دی ۱۳۸۱ با شمارهٔ ثبت ۶۹۶۹ به‌عنوان یکی از آثار ملی ایران به ثبت رسیده است.